# Devil’s Bit
Devil’s Bit (auch Devilsbit Mountain, irisch Bearnán Éile) ist  ein 480 m hoher Berg im County Tipperary, nordwestlich von Templemore.
Der Name leitet sich von einer kleinen Lücke im Fels ab, die laut einer Legende durch den Biss des Teufels entstanden ist. Dabei soll er sich einen Zahn abgebrochen haben und Felsbrocken wieder ausgespuckt haben. Dadurch sei der Rock of Cashel entstanden.
In der Umgebung wurde 1692 die Comerford Crown entdeckt, ein Goldhut, der heute verschollen ist.